# Zinarmaueria platonovae
Zinarmaueria platonovae är en djurart som tillhör fylumet slemmaskar, och som beskrevs av Chernyshev 1992. Zinarmaueria platonovae ingår i släktet Zinarmaueria och familjen Armaueriidae. Inga underarter finns listade i Catalogue of Life.